# スザンナと長老たち (ヴェロネーゼ、白の宮殿)
『スザンナと長老たち』（スザンナとちょうろうたち、伊: Susanna e i vecchioni, 英: Susanna and the Elders）は、イタリアのルネサンス期のヴェネツィア派の画家パオロ・ヴェロネーゼが1580年ごろに制作した絵画である。油彩。『旧約聖書』の「ダニエル書」で語られているスザンナの物語を主題としている。ヴェロネーゼのいくつかある同主題の作例の1つで、ジェノヴァのドリア・コレクション（Doria collection）に所蔵されている『荒野で悔悛したマグダラのマリア』（Maria Maddalena penitente nel deserto）の対作品。現在はジェノヴァのストラーダ・ヌオーヴァ美術館を構成する3つの宮殿の1つ、白の宮殿に所蔵されている。また本作品のヴァリアントがパリのルーヴル美術館に所蔵されているほか、異なるバージョンが同じくジェノヴァのバンカ・カリジェ、マドリードのプラド美術館、ウィーンの美術史美術館に所蔵されている。

## 主題
スザンナは裕福な夫ヨアキムの貞淑な妻であった。スザンナは毎日のように庭園の泉で水浴びをしていた。ところが2人の好色な長老が彼女の美しさに目を付け、スザンナに言い寄る機会を狙っていた。その日もスザンナは召使に戸口を固く締めさせて、庭の泉で水浴びを始めた。すると庭に隠れていた長老たちは召使たちがいなくなった隙に姿を現わし、スザンナを脅迫しながら関係を迫った。スザンナがこれを拒否したため、長老たちは彼女が若い男と関係を持っているのを目撃したとして、姦淫の罪を着せて処刑しようとした。しかしダニエルは長老たちがたがいに相談したり会話できないように引き離して別々に訊問した。すなわちダニエルがどの木の下でスザンナと若者との姦通を見たのか質問すると、2人の証言は食い違い、一方の長老はマスチック（ウルシ科の常緑低木）と答え、もう一方の長老はホルム樫（大型に成長する常緑の樫）と答えた。これにより彼らが虚偽の証言でスザンナを陥れようとしていることが明らかとなり、長老たちは石打ちの刑で処刑された。

## 作品

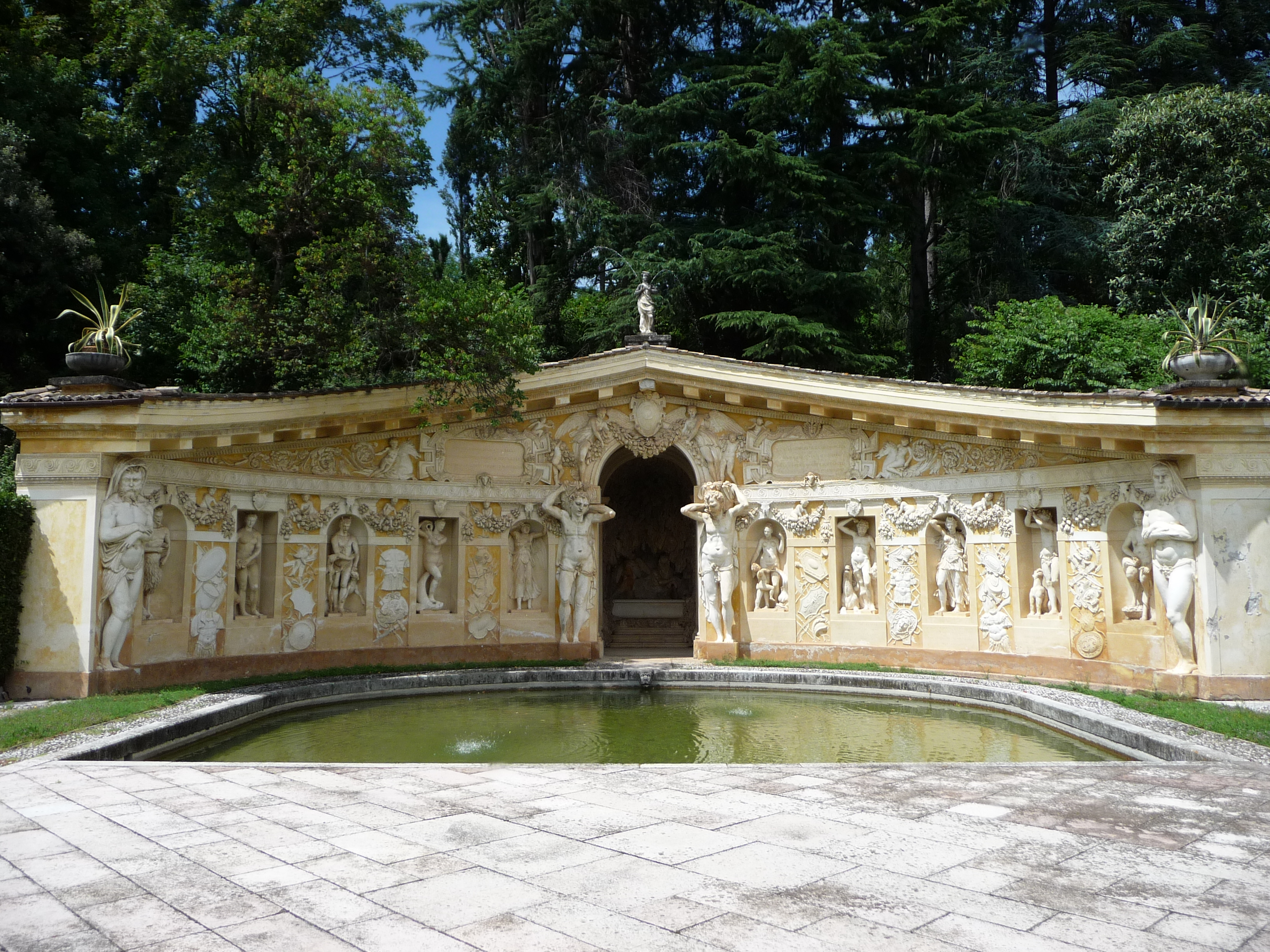
バルバロ邸の裏の庭園に設置された湾曲したニンファエウム。

ドレスを脱いで水浴びをしていたスザンナに2人の長老が接近し、スザンナに言い寄っている。画面左に座ったスザンナは突然の闖入者に驚き、ドレスで胸を覆い隠している。スザンナの足元には円形の小さなプールがあり、耳の垂れた小型犬が長老たちに向かって吠えている。スザンナの背後には湾曲した壁があり、壁の端には上部にサテュロスの彫像を備えたヘルマが立っている。サテュロスの下半身は布に覆われているが、その股間は起立している。背景には様々な植物が植えられている。画面左にはブドウの木があり、そのそばにはセイヨウネズに似た木が立っている。さらに壁の背後にはおそらく月桂樹やコルクガシが立っている。

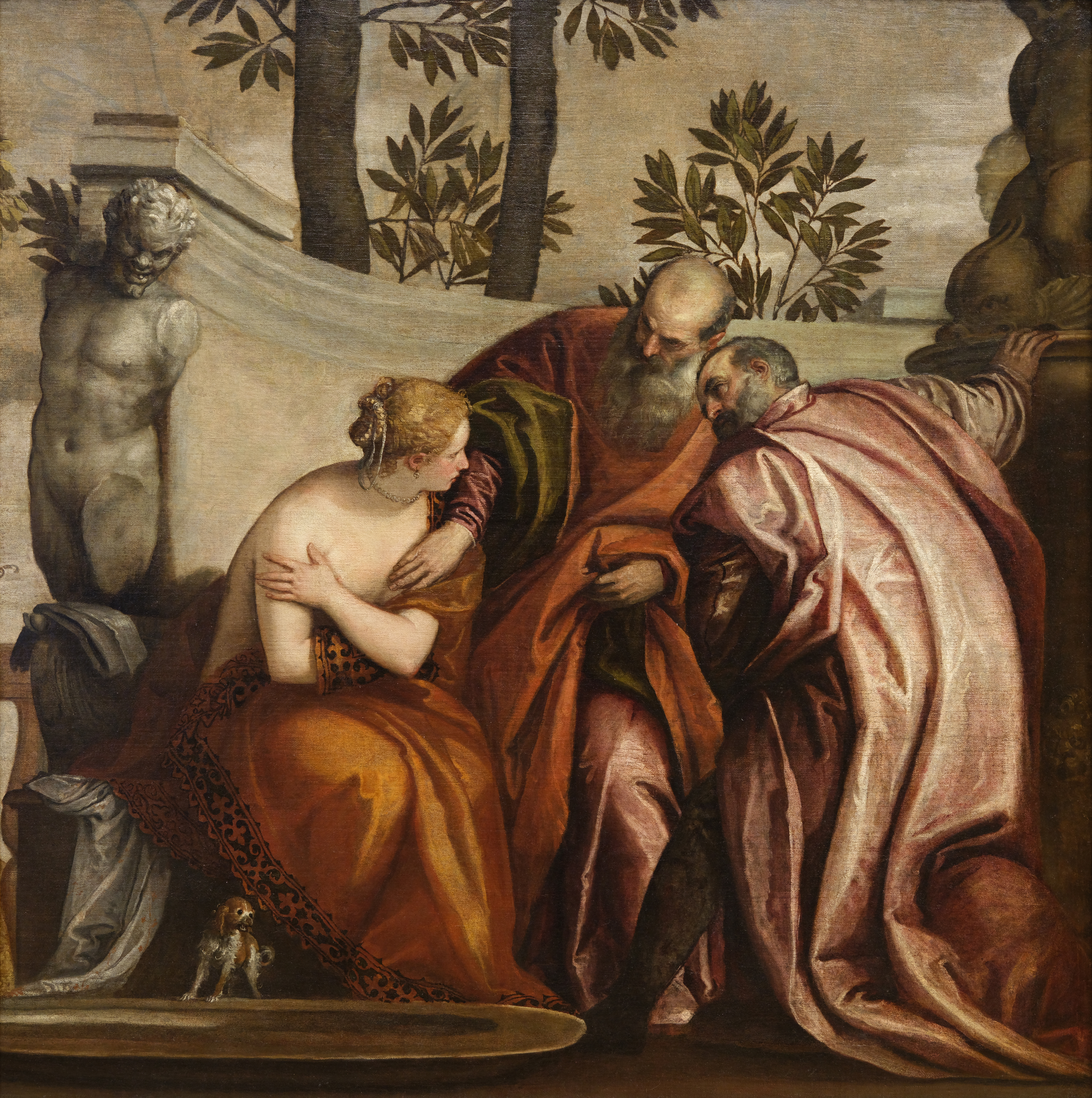
ヴェロネーゼと工房の作品『スザンナと長老たち』。1580年ごろ。ルーヴル美術館所蔵。

美術史家テリージョ・ピニャッティとフィリッポ・ペドロッコ（Filippo Pedrocco）によると、本作品はルーヴル美術館のバージョンと図像的に近しい関係にあり、ルーヴル美術館のバージョンのプロトタイプにあたる。どちらの作品でも、ヴェロネーゼは3人の登場人物を画面右側に寄せて左側に空間を作り、背景に湾曲した庭園の壁とサテュロス像を配置した。これらの構図の諸要素のうち、湾曲した壁がもたらす視覚効果により、鑑賞者はスザンナが好色な長老たちとともに庭園の内側に閉じ込められているような不安の感覚を引き起される。
美術史家キャロリン・コルブ（Carolyn Kolb）とメリッサ・ベック（Melissa Beck）は、白の宮殿とルーヴル美術館のバージョンに見られる湾曲した壁を、ヴェロネーゼが1561年ごろにフレスコ画を制作したバルバロ邸の裏の庭園にある、人工の洞窟グロットの入口に設置された半円形の建築物ニンファエウムに着想を得たものであると指摘している。ニンファエウムは古代ギリシア・ローマにおいてニンフを祭祀した場所ないし神殿で、ルネサンス期の建築ではグロットと併用された。このことは絵画世界の舞台がバルバロ邸の庭園であることを暗示している。この推察は画面に描かれたブドウとコルクガシの木によって補強することができる。バルバロ邸は当時から現在までブドウ畑とコルク栓を含むワインの生産で知られている。
画面左に配置されたサテュロス像の頭部はスザンナを見下ろしており、場面に追加された見物人として機能している。これによりヴェロネーゼはスザンナを見る長老たちの眼差しを強調した。しかしこのサテュロスのポジションは鑑賞者のそれであり、ヴェロネーゼはサテュロス像に獣的な欲望の描写を加えることにより、鑑賞者と長老たちをサテュロスと同等の存在として見なしている。
小型犬はルネッサンス期の作品に典型的な忠誠の象徴として描かれているだけでなく、スザンナに声を与える存在として描かれている。小型犬が吠える描写はおそらく、強姦の被害者となった既婚女性が助けを求めなかった場合、強姦の犯人と同様に罰せられると記されている『旧約聖書』「申命記」22章24節の記述と関係がある。
現在知られているヴェロネーゼの同主題の有名な作例のうち、バンカ・カリジェのバージョンに次いで2番目に古く、1570年代後半あるいは1580年代初頭の作品と考えられている。

## 来歴
他のバージョンと同様に発注主や制作経緯は不明である。絵画はかつてイングランド王国にあり、スペイン公使フエンサルダナ伯爵によって入手され、1651年に宰相ルイス・メンデス・デ・アロのもとに送られた。

## ギャラリー
ヴェロネーゼの同主題の別バージョン

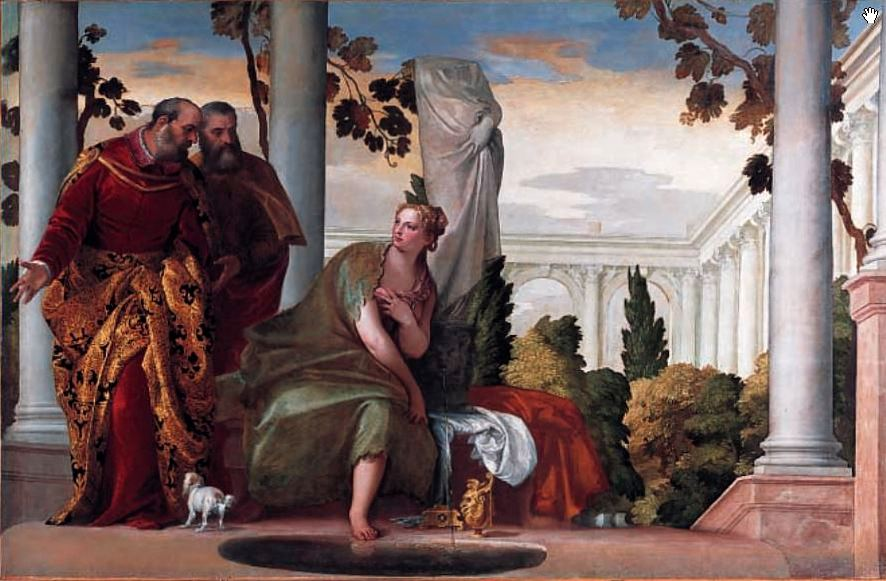
ヴェロネーゼ『スザンナと長老たち』バンカ・カリジェ（英語版）所蔵
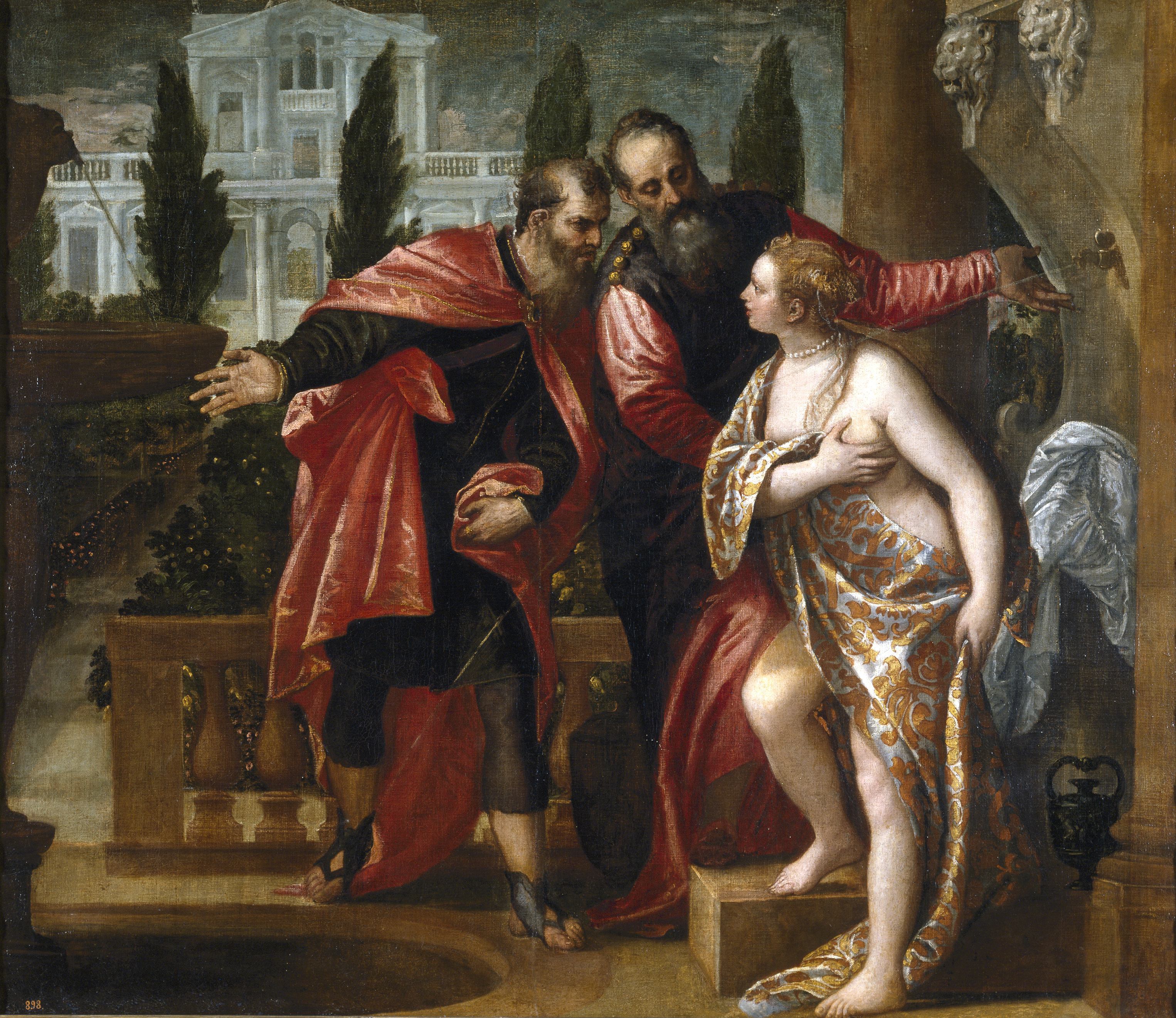
ヴェロネーゼ『スザンナと長老たち』1580年ごろ プラド美術館所蔵
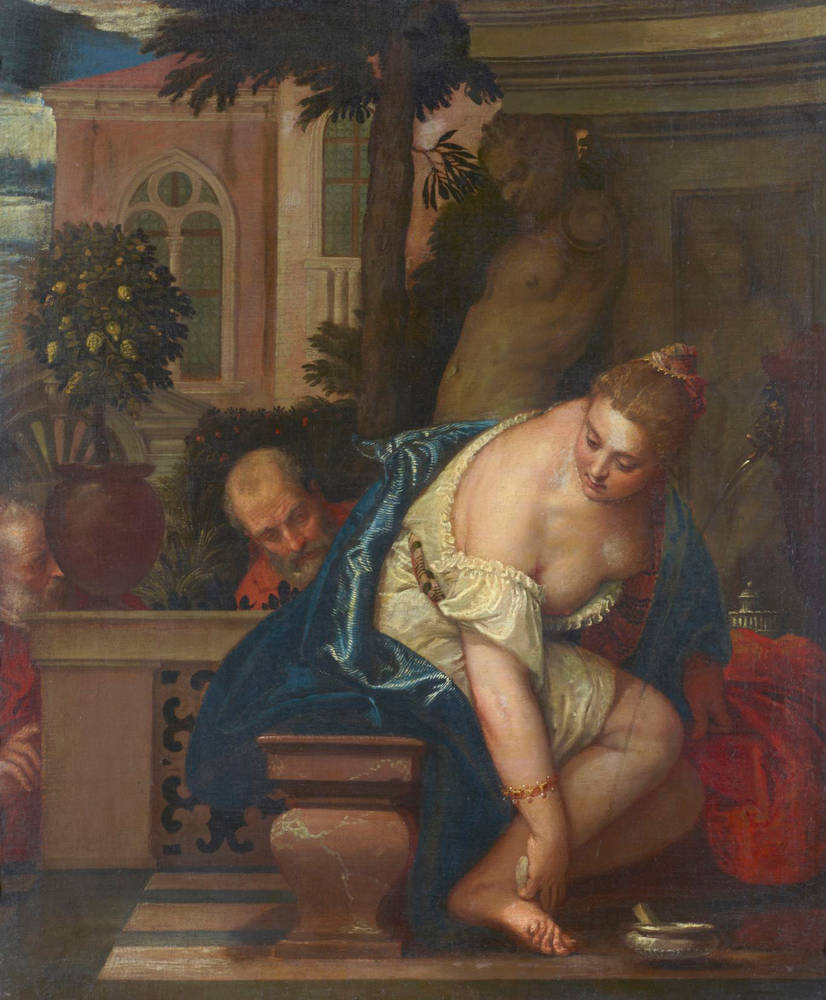
工房『スザンナと長老たち』アルテ・マイスター絵画館所蔵
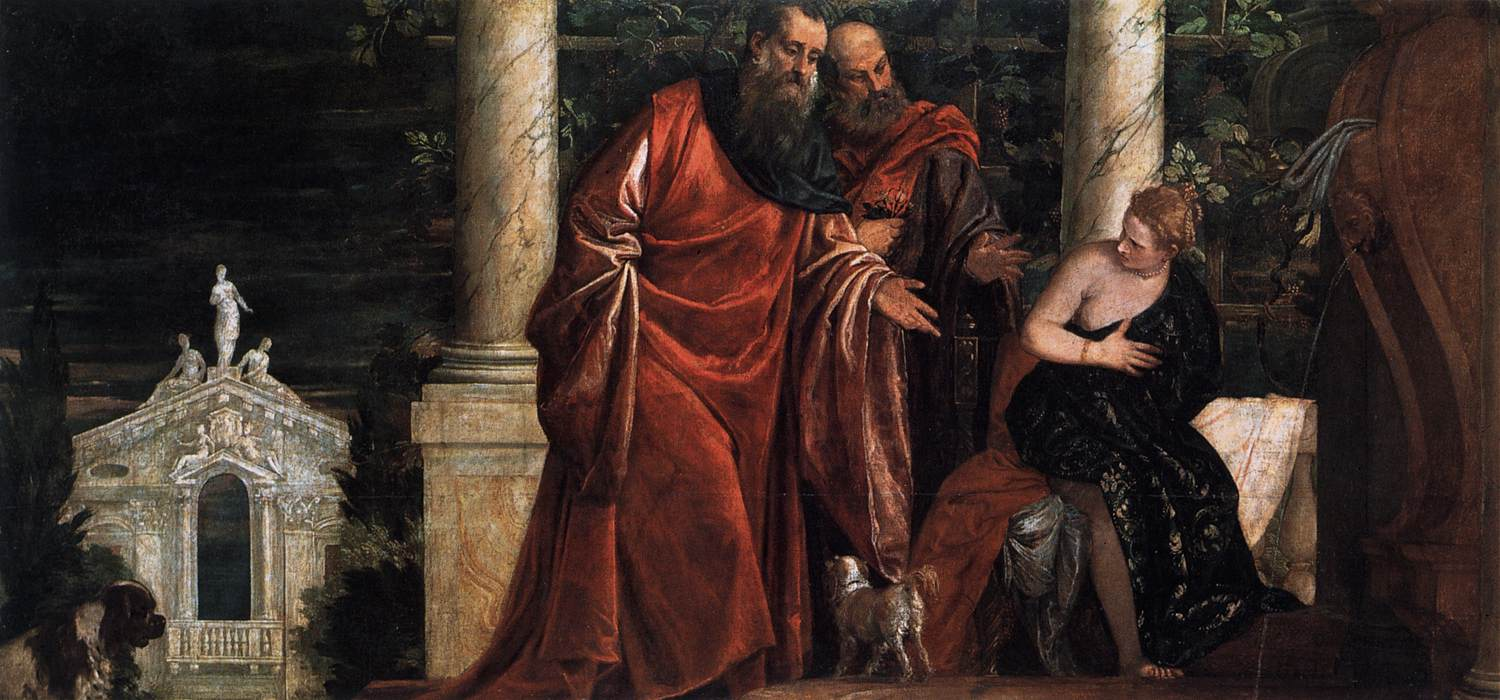
ヴェロネーゼと工房『スザンナと長老たち』1585年ごろ 美術史美術館所蔵